# Ludwig von Wildungen

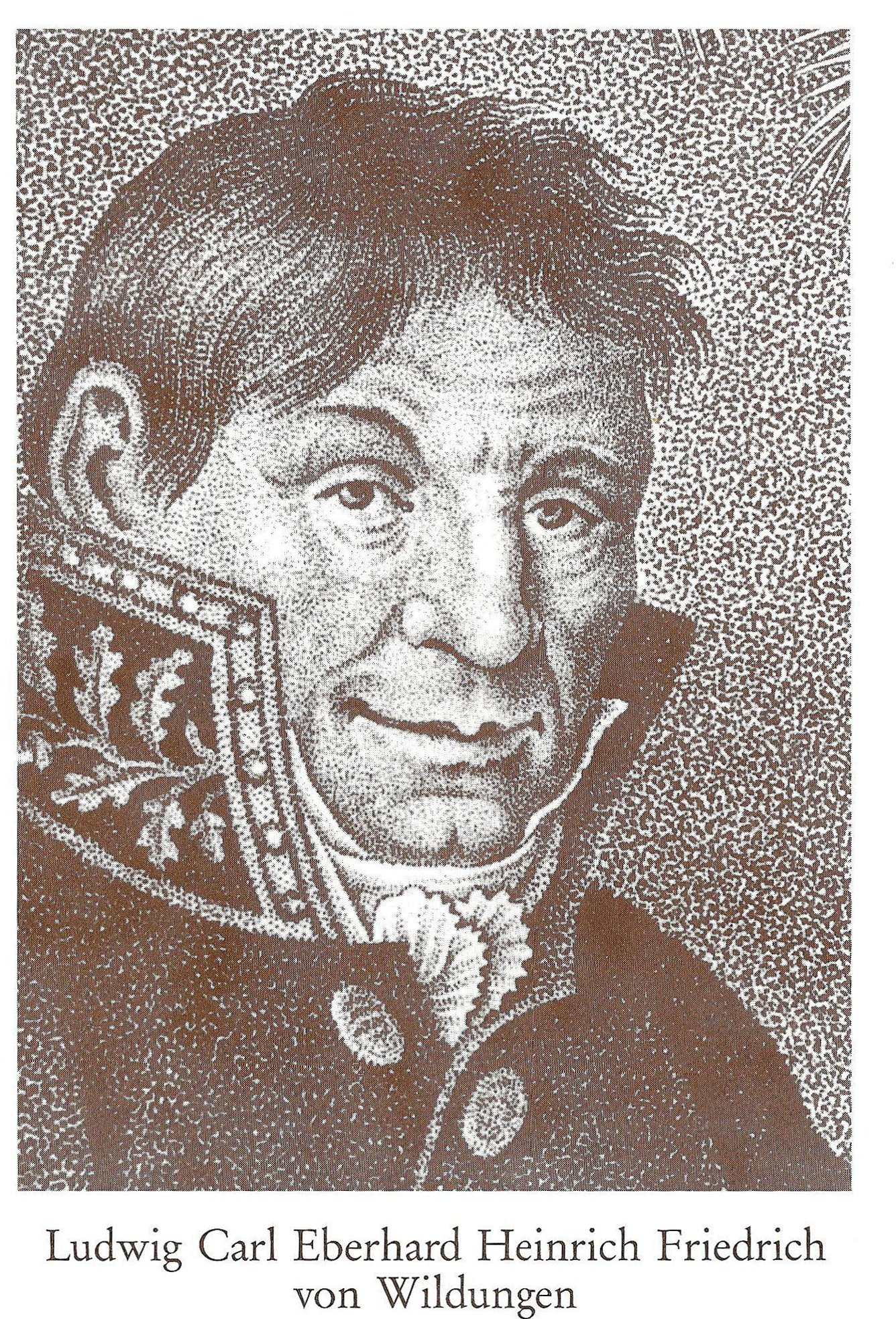

Ludwig Karl Eberhard Heinrich Friedrich von Wildungen, als einzeln gebrauchter Rufname sowohl Ludwig als auch Friedrich belegt (* 24. April 1754 in Kassel; † 14. Juli 1822 in Marburg) war ein deutscher Forstmann, Autor und romantischer Jagddichter.

## Leben und Wirken

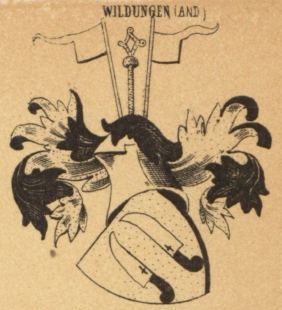
Wappen derer von Wildungen

Wildungen war Spross einer Familie, die schon im 13. Jahrhundert in Nordhessen bekannt war und die mit ihm im Mannesstamm ausstarb. Traditionell waren die von Wildungen landgräflich-hessische Ministeriale, wie Rentmeister, Forstmänner und Jäger. Ludwig von Wildungens Vater war hessen-kasselscher Geheimrat und Gesandter bei der damaligen fränkischen Reichskreisversammlung zu Nürnberg. Der Sohn besuchte ab 1764 in Nürnberg das Gymnasium. Ab Herbst 1769 war er am königlichen Pädagogium in Halle. Von 1771 bis 1776 studierte er zunächst in Halle, dann in Marburg Rechtswissenschaften. Am 2. April 1776 wurde er Beisitzer der Hessen-Kasseler Regierung in Marburg. Wenig später trat er außerdem als Gesellschafter in den Dienst des Herzogs Karl Wilhelm von Nassau-Usingen. Im Juni 1780 wurde er Regierungsrat und erhielt unter anderem Verantwortung im Forstbereich.
Im Mai 1781 erhielt er die Ernennung zum hessen-kasselschen Regierungsrat in Rinteln, trat seinen Dienst dort jedoch nicht an, sondern wurde stattdessen der Provinzialregierung in Marburg zugeteilt. Als Nebenamt übte er ab dem 4. Juli 1793 das des zweiten Subdelegaten bei der fürstlich Solms-Braunfels’schen Debit- und Administrationscommission aus. Am 22. November 1799 wurde er zum Oberforstmeister in Marburg ernannt; das fürstlich Solms-Braunfels’sche Amt behielt er als Nebenamt bei. Nach der französischen Herrschaft (1807–1813) arbeitete er wieder in seinem ehemaligen Wirkungskreis.
Er war Mitglied zahlreicher Vereine und Gesellschaften wie der „Naturforschenden Freunde“ in Berlin, Jena, Erfurt und Hanau und ab 1786 des „Pegnesischen Blumenordens“ in Nürnberg. Er gehörte zur „Societät der Forst- und Jagdkunde“ zu Waltershausen. Im Jahr 1780 trat er der Marburger Freimaurerloge „Zum gekrönten Löwen“ bei, und 1812 war er Mitgründer der Loge „Marc Aurel Aurel zum flammenden Stern“ in Marburg, der er bis zu seinem Tode angehörte.
Am 24. April 1809 ernannte ihn die philosophische Fakultät der Universität Marburg ehrenhalber zum Dr. phil.
Wildungen starb 1822 in Marburg und wurde im Wald am Fuße des Richtsbergs im Süden Marburgs unter selbstgepflanzten Bäumen beigesetzt; sein Grab besteht dort noch heute. Im Wildpark von Braunfels wurde am 9. August 1827 ein Gedenkstein für ihn eingeweiht. Nach ihm ist die Ludwig-von-Wildungen-Straße in Kassel benannt.

### Werke als Schriftsteller
Wildungen gilt als einer der Begründer der modernen Jagdkunst. Seine Liebe zur Natur drückte sich auch in seinen Gedichten und Liedern aus – er gilt als einer der wichtigsten Vertreter der romantischen Jagdpoesie zwischen 1790 und 1860. Seine ersten Lieder für Forstmänner und Jäger erschienen 1788; sie wurden 1790 von J. Chr. Müller in Musik gesetzt. Von 1794 bis 1800 gab er ein jährliches Taschenbuch mit dem Titel Neujahrs Geschenk für Forst- und Jagdliebhaber heraus; 1800 wurde es in Taschenbuch für Forst- und Jagdfreunde umbenannt. Bis 1812 erschienen 14 Bände, in denen er naturwissenschaftliche, insbesondere jagdzoologische Kenntnisse und Information über den Forst- und Jagdbetrieb einer größeren Leserschaft vermittelte.
Von 1815 bis 1822 veröffentlichte Wildungen das Handbuch Waidmanns Feierabende in sechs Bänden. Er schrieb außerdem Beiträge für verschiedene Fachzeitschriften, hauptsächlich Georg Ludwig Hartigs Journal für das Forst-, Jagd- und Fischereiwesen und die Jagdszeitschrift Sylvan. Nach seinem Tode erschienen 1829 aus seinem Nachlass gesammelte und von seiner Biographie begleitete Forst- und Jagdgedichte.
Aus Wildungens Dichtung Lob der grünen Farbe entwickelte sich das Volkslied Grün ist Wald und Flur, auf dem Texte zahlreicher Vereinslieder deutscher Sportvereine beruhen, darunter das Lied Blau und Weiß, wie lieb’ ich dich.